# میدان ترایام‌فالنا
میدان ترایام‌فالنا (به لاتین: Triumfalnaya Square) یک خیابان در روسیه است که در ناحیه تورسکی واقع شده‌است. یک میدان عمومی است در منطقه تورسکی در مرکز اداری مسکو. این میدان در بین بستان خیابان بزرگ باغ، خیابان اول و خیابان دوم برست، خیابان تورسکایا یامسکایا، کوچه زرهی، و ساختمان معماری و خیابان تورسکایا واقع شده‌است.